# MC哈默
史丹利·柯克·伯勒爾（英語：Stanley Kirk Burrell，1962年3月30日—），藝名MC哈默（M.C. Hammer），生於美國加州奧克蘭，舞者、嘻哈音樂歌手、演員與企業家。他的專輯《Please hammer don't hurt 'em》與《Too Legit To Quit》是最為人知的作品。

## 生平
其父親是一位職業撲克牌玩家與賭場經理，也是一位倉庫監察人。其母親是一位秘書。伯勒爾出身貧困，由他母親撫養長大。
在他11歲時，伯勒爾成為奧克蘭球場的棒球球僮，從1973年至1980年間，持續為球隊服務，並獲得哈默（Hammer）這個綽號。在高中畢業後，他進入美國海軍，服役三年。
在1980年代中期，伯勒爾使用MC哈默為藝名，在歌唱事業上獲得巨大的成功。

## 主要音樂作品
- Feel My Power（英语：Feel My Power） (1986)
- Let's Get It Started（英语：Let's Get It Started (album)） (1988)
- Please Hammer Don't Hurt 'Em（英语：Please Hammer Don't Hurt 'Em） (1990)
- Too Legit to Quit（英语：Too Legit to Quit） (1991)
- The Funky Headhunter（英语：The Funky Headhunter） (1994)
- Inside Out（英语：Inside Out (MC Hammer album)） (1995)
- Family Affair (1998)
- Active Duty（英语：Active Duty (album)） (2001)
- Full Blast（英语：Full Blast (album)） (2004)
- Look Look Look（英语：Look Look Look） (2006)
- DanceJamTheMusic (2009)

## 动画
- 翰墨（1991） （页面存档备份，存于）

## 外部連結
- MC Hammer's blog （英文）－官方部落格。
- MC哈默在互联网电影资料库（IMDb）上的資料（英文）